# Anna Heiramo
Anna Heraimo (ur. 3 marca 1976 w Espoo) – fińska snowboardzistka. Nigdy nie startowała na igrzyskach olimpijskich. Najlepszy wynik na mistrzostwach świata uzyskała na mistrzostwach w Kreischbergu, gdzie zajęła 5. miejsce w slalomie równoległym. Najlepsze wyniki w Pucharze Świata osiągnęła w sezonie 2000/2001, kiedy to zajęła 17. miejsce w klasyfikacji generalnej.
W 2005 r. zakończyła karierę.

## Sukcesy

### Mistrzostwa Świata
| Miejsce | Dzień       | Rok  | Miejscowość          | Konkurencja       | Zwycięzca       |
| ------- | ----------- | ---- | -------------------- | ----------------- | --------------- |
| 24.     | 23 stycznia | 2001 | Madonna di Campiglio | Gigant            | Karine Ruby     |
| 17.     | 24 stycznia | 2001 | Madonna di Campiglio | Gigant równoległy | Ursula Bruhin   |
| 18.     | 26 stycznia | 2001 | Madonna di Campiglio | Slalom równoległy | Karine Ruby     |
| 7.      | 13 stycznia | 2003 | Kreischberg          | Gigant równoległy | Ursula Bruhin   |
| 5.      | 15 stycznia | 2003 | Kreischberg          | Slalom równoległy | Isabelle Blanc  |
| DNF     | 18 stycznia | 2005 | Whistler             | Gigant równoległy | Manuela Riegler |
| 37.     | 19 stycznia | 2005 | Whistler             | Slalom równoległy | Daniela Meuli   |

### Puchar Świata

#### Miejsca w klasyfikacji generalnej
- 1997/1998 - 127
- 1998/1999 - 118
- 1999/2000 - 54
- 2000/2001 - 17
- 2001/2002 - -
- 2002/2003 - -
- 2003/2004 - -
- 2004/2005 - -

#### Miejsca na podium
1. Ruka – 14 marca 2001 (Gigant równoległy) - 2. miejsce